# The Beacon Street Collection
The Beacon Street Collection é o segundo álbum de estúdio da banda No Doubt, lançado em março de 1995, o álbum independente foi gravado as custas da própria banda.
Ele surpreendeu a gravadora, sendo o responsável pelo novo contrato com a Interscope Records. O álbum foi re-lançado em 21 de Outubro de 1997. O avô de Gwen Stefani estampa a capa do álbum[carece de fontes?] e a música Snakes entrou na trilha do Filme Beavis and Butthead Do America em 1996.

## Faixas
1. "Open the Gate"
2. "Blue in the Face"
3. "Total Hate '95"
4. "Stricken"
5. "Greener Pastures"
6. "By the Way"
7. "Snakes"
8. "That's Just Me"
9. "Squeal"
10. "Doghouse"